# Stanisław Lech Woronowicz
Stanisław Lech Woronowicz (Ukmergė, 22 de julho de 1941) é um matemático e físico polonês
Woronowicz obteve um doutorado em 1968 na Universidade de Varsóvia, onde obteve a habilitação em 1972 e tornou-se professor em 1977. A partir de 1991 trabalhou também no Instituto de Matemática da Academia de Ciências da Polônia.
Foi palestrante convidado do Congresso Internacional de Matemáticos em Varsóvia (1983: Duality in C* algebra theory) e em Quioto (1990: Noncompact Quantum Groups).

## Obras
- Compact Matrix Pseudogroups, Commun. Math. Phys., Volume 111, 1987, p. 613–665
- Positive maps of low dimensional matrix algebras, Rep. Math. Phys., Volume 10, 1976, p. 165–183.